# Eden Gardens
L'Eden Gardens (en bengali: ইডেন গার্ডেন্স, et en hindi : इडेन गार्डेंस) est un stade du Bengale-Occidental en Inde.
Sa capacité est de 66 349 personnes. Le stade est actuellement le deuxième plus grand stade de cricket au monde, après le Melbourne Cricket Ground. Il a accueilli des matchs lors de la coupe du monde en 2011.

## Événements
- Coupe du monde de cricket féminin de 1978
- Coupe du monde de cricket de 1987
- Coupe du monde de cricket de 1996
- Coupe du monde de cricket féminin de 1997
- Coupe du monde de cricket de 2011
- ICC World Twenty20 2016